# Piast Anna cillei grófné
Piast Anna (1366 – 1422. június 9./1425.), lengyelül: Anna Kazimierzówna, szlovénül: Ana Piast, németül: Anna von Polen, lengyel királyi hercegnő, első férje jogán cillei grófné, második házassága jogán Teck hercegnéje, Ehingen, Schelkingen és Berg zálogtulajdonos úrnője (Pfandherrin). III. Kázmér lengyel király lánya, II. Ulászló lengyel király anyósa és I. Lajos magyar király elsőfokú unokatestvére.

## Élete
III. (Nagy) Kázmér lengyel királynak és negyedik feleségének, Piast Hedvig glogaui hercegnőnek a legidősebb gyermeke.
A pápa nem ismerte el III. Kázmér válását második feleségétől, a gyermektelen Hesseni Adelhaid királynétól, aki túlélte a királyt, így az utána következő házasságai törvénytelennek számítottak az egyház szemében, mint ahogy a belőle születendő gyermekek is, de később V. Orbán pápa apjuk halála előtt egy évvel, 1369. december 5-én törvényesítette Kázmér két lányát, így Anna idősebb húgát, Kunigundát (1367–1370) is, akik így elnyerhették a lengyel királyi hercegnői címet is. Anna fiatalabb húgát, Hedviget (1368–1407 után) viszont már XI. Gergely pápa törvényesítette 1371. október 11-én. Annának két nővére is született III. Kázmér 1. feleségétől, Anna (Aldona) (1309/10–1339) litván nagyhercegnőtől, Gediminas litván nagyfejedelem lányától, Jagelló litván nagyfejedelem nagynénjétől, akik viszont már nem éltek, mikor Anna hercegnő megszületett: Erzsébet (1326/34–1361) lengyel királyi hercegnő, akinek a férje V. Boguszláv (1318/19–1373) pomerániai herceg volt, és akitől két gyermeke született, többek között Pomerániai Erzsébet (1347–1393), IV. (Luxemburgi) Károly (1316–1378) német-római császár felesége és Luxemburgi Zsigmond (1368–1437) magyar király anyja, valamint Kunigunda (1335–1357) lengyel királyi hercegnő, aki VI. Lajos (1330–1365) bajor herceghez, IV. Lajos német-római császár fiához ment feleségül, de gyermekei nem születtek.
Anyjuk, Hedvig királyné az apjuk halála (1370) után, 1372. február 10. előtt feleségül ment I. (Piast) Rupert liegnitzi herceghez, akitől Annának további két húga született: Borbála (1372/84–1436), aki később III. Rudolf (–1419) szász választófejedelemhez ment férjhez, akinek négy gyermeket szült és Ágnes (1385 előtt–1411), aki apácaként élte le az életét.
Anna hercegnő I. Lajos magyar és lengyel király elsőfokú unokatestvére volt. 1380-ban a magyar uralkodó hozta tető alá az első házasságát I. Vilmos (1361/62–1392) cillei gróffal, akitől egy lánya, Anna (1380/81–1416) született, aki Cillei Borbála magyar királyné másodfokú unokatestvére volt.
Anna hercegnő az első férje halála (1392) után 1394. szeptember 16. előtt feleségül ment II. Ulrikhoz (–1432), Teck hercegéhez, akitől viszont további gyermekei nem születtek.
I. Hedvig lengyel királynőnek és egyetlen gyermekének, Erzsébet hercegnőnek a halála (1399) után II. Ulászló uralkodásának legitimitása kérdőjeleződött meg, ezért az özvegy lengyel király III. Kázmér lengyel király leszármazottai közül választott új feleséget Anna lengyel királyi hercegnő lánya, Cillei Anna személyében, hogy törvényesítse lengyelországi uralmát. 1401-ben, mikor felmerült Zsigmond és Cillei Borbála eljegyzése, Anna menyasszonyként Lengyelországba utazott. A házasságra hivatalosan 1402. január 29-én került sor Krakkóban. A házasságból egy lány, Jagelló Hedvig lengyel királyi hercegnő született 1408. április 8-án.
Anna hercegnő megérte lánya végzetét, mikor Anna királyné ellen is vizsgálat indult házasságtörés vádjában, mint az ő halála után az unokatestvére, Cillei Borbála ellen 1419-ben. Anna királyné azonban végül megmenekült, és nem bélyegezték meg ártatlanul, mint később Borbálát. A gnieznói érsek vizsgálata után tisztára mosták a vádak alól. Eszerint meg nem engedhető érintkezést folytatott két lovaggal, mely valójában egy toposz, és ezért nem kell komolyan vennünk a vádakat. Anna királyné 1416-ban halt meg, akit az édesanyja, Anna hercegnő túlélt. Anna hercegnő az unokája, Hedvig hercegnő trónöröklését támogatta Lengyelországban, de unokája végzetét már nem érte meg, aki állítólag II. Ulászló negyedik felesége, Holszański Zsófia intrikáinak esett áldozatul, és 1431-ben hunyt el hajadonon utódok nélkül.
Anna hercegnő 1422. június 9-én vagy 1425-ben halt meg, és Mindelheimben a Szent István plébániatemplomban helyezték örök nyugalomra.

## Gyermeke
- 1. férjétől, I. Vilmos (1361/62–1392) cillei gróftól, 1 leány: 
  - Anna (1380/81–1416), Celje grófnője, férje II. (Jagelló) Ulászló (1351 körül–1434) lengyel király, 1 leány:
    - Jagelló Hedvig (1408–1431) lengyel királyi hercegnő, litván nagyhercegnő, a lengyel korona kijelölt örököse, nem ment férjhez, gyermekei nem születtek, jegyese Hohenzollern Frigyes (1413–1471), 1440-től II. (Vas) Frigyes néven Brandenburg őrgrófja és választófejedelem
- 2. férjétől, II. Ulriktól (–1432), Teck hercegétől, gyermekei nem születtek